# Operace Tungsten
Operace Tungsten byl krycí název pro paradesantní výsadek vyslaný během II. světové války z Anglie na území Protektorátu Čechy a Morava. Výsadek byl organizován zpravodajským odborem exilového Ministerstva národní obrany a byl řazen do třetí vlny výsadků.

## Složení a úkol
Desant tvořili velitel kapitán Rudolf Pernický a rotmistr Leopold Musil jako obsluha radiomajáku Eureka. Jejich úkolem bylo zajišťovat příjem dalších výsadků a materiálu na území protektorátu, dopravit náhradní krystaly pro radiostanici Calcia a připravit odlet představitelů domácího odboje do Velké Británie. Kromě toho měl desant urovnat kompetenční spory mezi příslušníky Calcia a Radou tří.

## Činnost
Nad územím protektorátu byl desant vysazen společně s desantem Embassy v noci 21. prosince 1944 před půlnocí. Vinou chyby navigátora byli vysazeni u Libenic nedaleko Kutné Hory na místo u Vortové u Hlinska. Po usilovném, více než stokilometrovém pochodu dorazili do místa určení nad ránem 29. prosince omrzlí a vyčerpaní. Ukryli se na záchytné adrese ve Studnici u Nového Města na Moravě, kde je kontaktovali příslušníci odbojové organizace Rada tří. Po rekonvalescenci zahájili Pernický a Musil svou činnost: Pernický vyslechl obě znesvářené strany a o výsledku jednání informoval Londýn, dále potom vyhledávali vhodné plochy pro shoz materiálu a pomocí radiomajáku Eureka naváděli letadla přivážející další výsadky s materiálem. V této činnosti pokračovali až do osvobození, kterého se oba členové desantu dožili.